# 拉耶茨

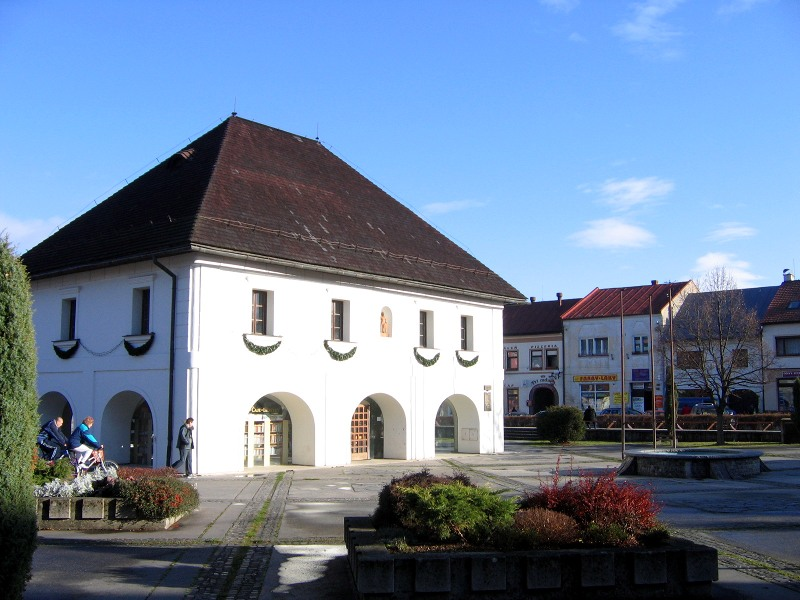

拉耶茨是斯洛伐克的城鎮，位於該國北部，由日利納州負責管轄，面積31.46平方公里，海拔高度452米，2005年人口6,078，其中九成居民信奉羅馬天主教。

## 外部連結
- Town website （页面存档备份，存于）